# Missions étrangères de Paris
Pour les articles homonymes, voir MEP.
Les Missions étrangères de Paris (MEP) sont une société de vie apostolique catholique fondée en 1663. Elle compte, en 2024, 150 prêtres, 17 séminaristes.
L’objectif de cette société est l’évangélisation des pays non chrétiens, spécialement en Asie, par la fondation d’églises et le développement d'un clergé local sous la juridiction d’évêques. Afin de recruter et de former des missionnaires, une maison fut fondée en 1663 rue du Bac à Paris, où elle est toujours située actuellement. Connue sous le nom de « séminaire des Missions étrangères », elle a reçu l'approbation du pape Alexandre VII et la reconnaissance légale du gouvernement français.

## Organisation

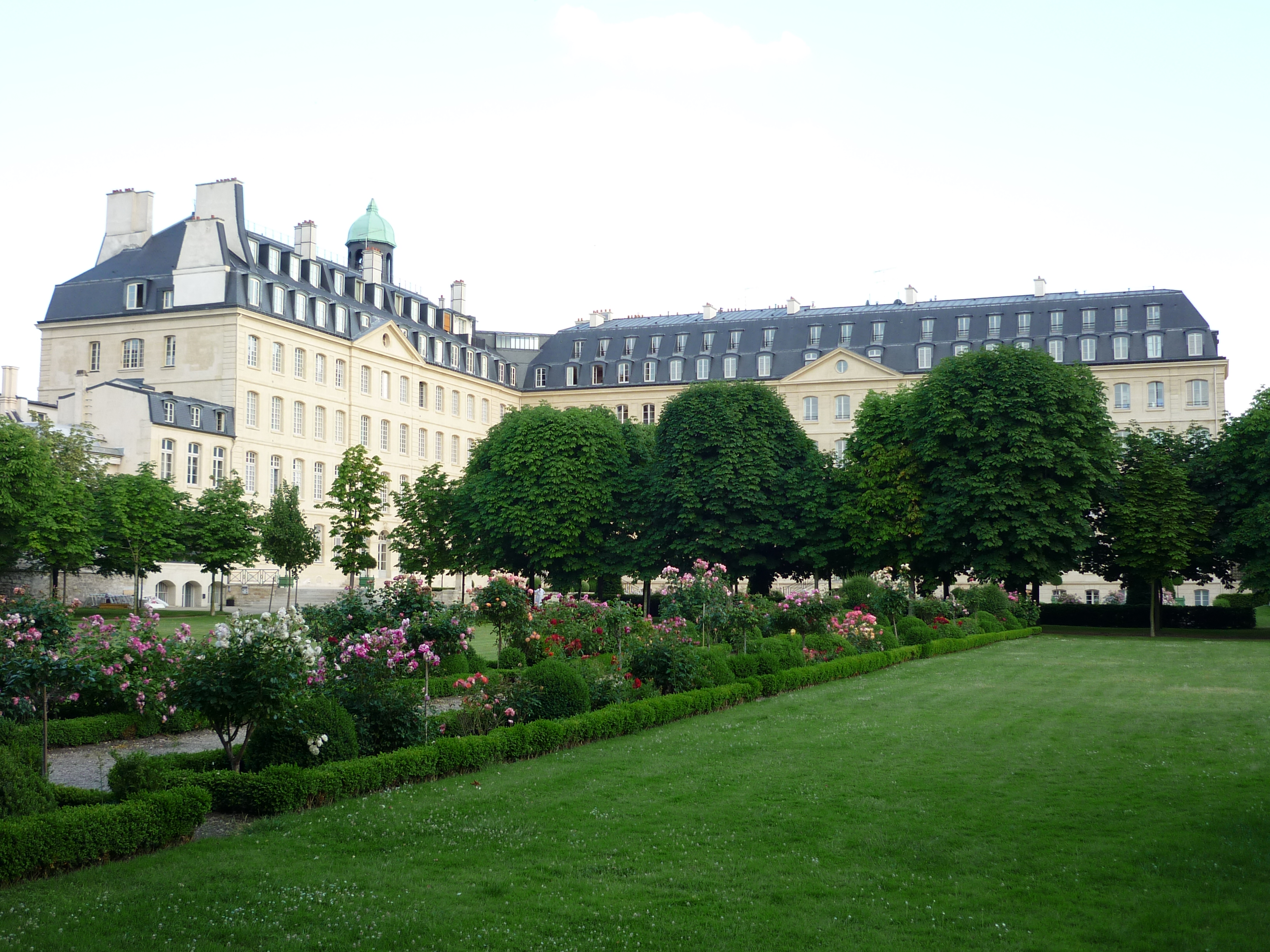
Vue du séminaire des Missions étrangères de Paris, rue du Bac.

Au début, cette société n'est pas un ordre, ni une congrégation mais une association de prêtres diocésains, incardinés dans leur diocèse d'origine et mis à la disposition de la Sacrée congrégation pour la Propagation de la foi, aujourd'hui Congrégation pour l'évangélisation des peuples, afin d'exercer leur ministère dans les territoires de mission, sous l'autorité des vicaires apostoliques.
Les vicaires apostoliques dirigent alors la Société de façon collégiale. Chacun d'entre eux a un procureur à Paris. Ces procureurs ont pour charge de pourvoir les vicariats en missionnaires et de trouver les fonds nécessaires à la bonne marche des missions.
Un changement important intervient en 1840. Jusqu’alors les candidats missionnaires étaient tous prêtres. Désormais on accepte des séminaristes, qui seront incardinés dans la Société. Après la promulgation et l’entrée en vigueur du nouveau droit canonique, en 1917, la Société des Missions étrangères perd son caractère d’association de prêtres diocésains, mis à la disposition de la Propagande, et devient pratiquement une sorte de congrégation composée de prêtres séculiers. À la suite de cette réforme, les membres de la Société vont élire un supérieur général et voter leurs constitutions.
L'âge maximum pour entrer au séminaire est de trente-cinq ans, et l'incardination dans la Société ne peut se faire qu'après avoir passé au moins trois ans dans une mission.

### Missions

#### Les vicaires apostoliques
Les premiers vicaires apostoliques sont François Pallu, Pierre Lambert de La Motte, Ignace Cotolendi et François de Laval-Montmorency.
Les vicaires apostoliques dirigent alors la Société de façon collégiale, dans une relation parfois tendue avec les directeurs de Paris.
En 2019, le seul vicaire apostolique membre de la Société est Olivier Schmitthaeusler, vicaire apostolique de Phnom Penh. Deux autres prêtres des Missions étrangères sont évêques à Madagascar et au Cambodge, et d'autres, comme Pierre Bach, ancien vicaire apostolique au Laos, sont retirés.

#### Les missionnaires
La Société est majoritairement membre de missionnaires qui sont membres de la Société, à laquelle ils sont incardinés lors de leur ordination diaconale.

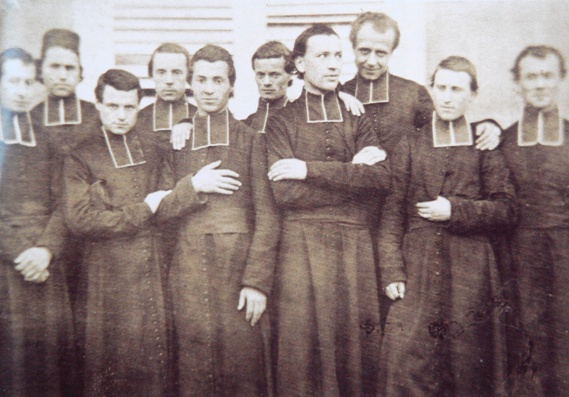
Départ de missionnaires des MEP en 1856.

Si tous les missionnaires ne meurent pas martyrs, le martyre comme témoignage est bien au cœur de la spiritualité des Missions étrangères, communément appelée la "Société des Martyrs". La mort de chacun d'entre eux est généralement à l'origine de plusieurs départs en mission. Ainsi certains diocèses deviennent de véritables pépinières de missionnaires et de martyrs comme Besançon (saints Isidore Gagelin, Joseph Marchand, François Néron et Étienne Cuenot), Poitiers (saints Jean-Charles Cornay et Théophane Vénard) ou Bayeux (Emmanuel Verrolles, Léon Thomine Desmazures). Inversement, dans des diocèses à faible recrutement missionnaire comme Digne, la mort d'un seul martyr, saint Jacques Chastan en 1839, suscite une vague exceptionnelle de dix départs dans les années qui suivent.
Les récentes canonisations (1984 et 1988) de vingt-trois missionnaires martyrisés en Corée et au Viêt Nam ont renforcé les liens spirituels entre leurs diocèses d'origine et leurs pays de mission, liens concrétisés par des pèlerinages de plus en plus nombreux.

#### Les volontaires
Depuis les origines, de simples fidèles se joignent à l'aventure missionnaire. En 2003, le père Georges Colomb fonde le service du Volontariat MEP pour permettre à des étudiants ou jeunes professionnels de participer pour une durée qui va de quelques mois à deux ans à l'effort missionnaire. Un Volontariat Senior s'est aussi développé depuis les années 2010.

### Le Séminaire des Missions étrangères
En même temps que la Société est fondée, le Séminaire des Missions étrangères pour pourvoir au recrutement et à la formation des futurs missionnaires. Les séminaristes sont appelés les aspirants aux Missions.
Aux XIXe et XXe siècles, la grande majorité des aspirants missionnaires sont issus du milieu rural, de ces campagnes reculées où souvent des prêtres réfractaires ont entretenu l'esprit de résistance et la pratique de la clandestinité. Quand le séminaire des Missions étrangères est rouvert en 1815, les jeunes qui se présentent appartiennent presque tous à cette tradition. Quelques années plus tard, l'Œuvre de la Propagation de la Foi va assurer la diffusion de la publicité missionnaire jusque dans les plus petites paroisses. Au fur et à mesure que les effectifs du clergé diocésain se reconstituent, les plus aventureux de ses membres se tournent vers les missions qui deviennent le grand exutoire des désillusions comme de l'enthousiasme de l'Église de France.
Issus de familles généralement très pieuses mais peu fortunées, qui ont souvent eu du mal à financer leurs études, beaucoup de candidats missionnaires se heurtent à l'opposition de leurs proches dès qu'ils annoncent leur projet. La rupture familiale, radicale et définitive, est une épreuve douloureuse pour tous, et dramatique pour certains qui doivent s'enfuir en secret, sans faire leurs adieux, si le refus de leurs proches est trop inflexible.
Néanmoins, quand la séparation est acceptée, ou quand, avec le temps, le sacrifice est consommé, des liens très forts subsistent entre les missionnaires isolés à l'autre bout du monde et leurs communautés d'origine : échanges de lettres qui transitent par le séminaire de Paris et les procures d'Asie, union de prières et surtout, de la part des missionnaires, pressants appels aux vocations auprès de leurs confrères restés au pays. Délocalisé à Meudon, puis Bièvres à la fin du XIXe siècle, le Séminaire accueille aujourd'hui principalement le Conseil des Missions étrangères ainsi que des prêtres asiatiques qui se forment à l'Université catholique de Paris. Le Séminaire des Missions étrangères accueille aussi la formation des Volontaires des Missions étrangères et les sessions de formation des aspirants aux Missions étrangères, qui sont formés dans différents séminaires en France et à Rome. Depuis septembre 2017, la maison de la rue du Bac accueille également l'année de propédeutique missionnaire à la Maison Saint Théophane qui précède l'entrée au Séminaire.

### Procures
Afin de soutenir financièrement les missions, des Procures sont fondées en même temps que la Société pour assurer sa pérennité.
Avant la Révolution, la Société des Missions étrangères est richement dotée, grâce aux dons successifs, depuis le legs fondateur de Bernard de Sainte-Thérèse, évêque de Babylone. À la Révolution, le Séminaire est vendu comme bien national.

## Champ d'action

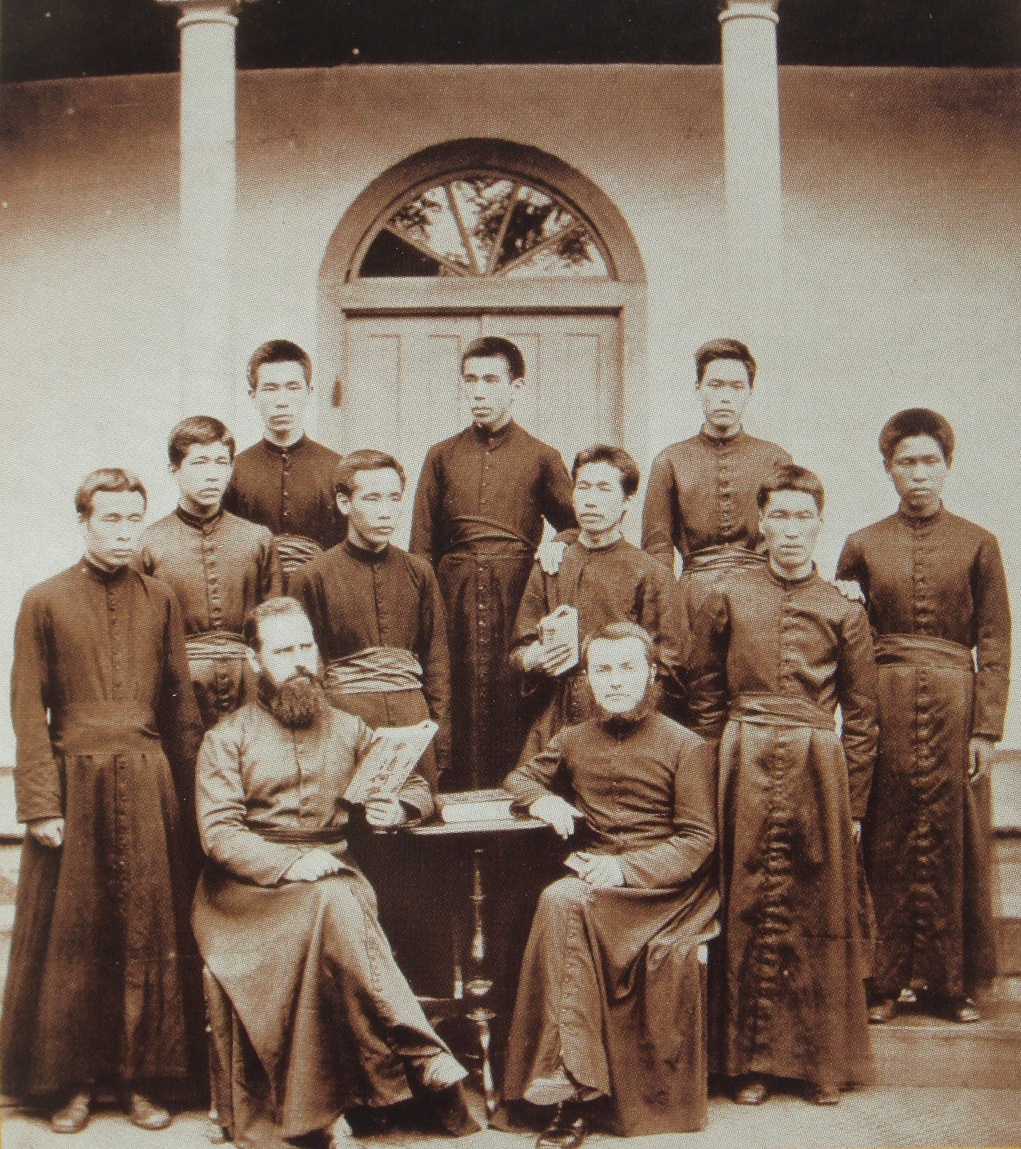
Prêtres et séminaristes au Japon en 1881.

Le champ de travail de la Société des Missions étrangères s’est peu à peu agrandi au cours des siècles. Après le Siam, le Tonkin, la Cochinchine, le Cambodge et quelques provinces de Chine, le Saint-Siège demande aux prêtres des Missions étrangères, en 1776, de remplacer les missionnaires jésuites dans l'Inde du Sud. En 1831, le pape Grégoire XVI confie à la Société la Corée et le Japon ; en 1838, la Mandchourie ; en 1841, la Malaisie ; en 1846, le Tibet et l'Assam. En 1849, les Missions étrangères reçoivent du pape Pie IX trois autres provinces de Chine et, en 1855, la Birmanie. Jean de Guébriant, supérieur général de 1921 à 1935, marque l'histoire des Missions étrangères, surtout en Chine. Enfin, en 1952, le pape Pie XII demande à la Société de prendre en charge le nouveau diocèse de Hualien, à Taïwan.
Pendant la période contemporaine, les missionnaires étrangers ont été expulsés de plusieurs pays, successivement de Chine et du Tibet, de Birmanie, du Viêt Nam, du Laos et du Cambodge, où ils sont revenus en 1991, l'actuel vicaire apostolique de Phnom Penh (Olivier Schmitthaeusler) est membre des Missions étrangères de Paris. La Société des Missions étrangères a été contrainte de redistribuer son personnel. Certains missionnaires ont dû rester en France à cause de leur âge ou pour des raisons de santé. Les autres sont repartis vers de nouveaux territoires, venus s’ajouter aux champs d’apostolat traditionnels : à Madagascar, à l’Île Maurice, en Indonésie, en Nouvelle-Calédonie.

## Histoire

### La fondation
Alexandre de Rhodes, missionnaire jésuite d'Extrême-Orient où il a effectué plusieurs séjours entre 1624 et 1645, convainc le pape Alexandre VII d'envoyer trois évêques français volontaires, avec le rang de vicaire apostolique, en Asie en vue de créer un clergé autochtone bien formé et de s'adapter aux mœurs et coutumes du pays, sans ingérence dans les affaires politiques. Alexandre de Rhodes, voit en François Pallu la personne idéale pour mener à bien son projet et appuie sa nomination auprès de Rome. François Pallu lui-même membre la Compagnie du Saint-Sacrement avec Pierre Lambert de La Motte crée en 1658, avec l'appui solide de cette Compagnie dévote, les MEP.
Les missionnaires appuyés par Alexandre de Rhodes auprès de Rome sont :
- Pierre Lambert de La Motte, vicaire apostolique de la Chine et administrateur des provinces méridionales de la Chine qui part en juin 1660 ;
- François Pallu, vicaire apostolique du Tonkin et des provinces chinoises limitrophes du Tonkin, qui part en juillet 1661 ;
- Ignace Cotolendi, vicaire apostolique de Nankin et administrateur des provinces orientales de la Chine, de la Tartarie et de la Corée, qui part en janvier 1662.

Chaque évêque est accompagné de prêtres et de laïcs. Ils sont dix-sept en tout à quitter la France pour l'Asie. Le voyage dure deux ans ; 8 d'entre eux meurent en cours de route, dont Ignace Cotolendi.
« La fondation de la société des Missions Étrangères de Paris pourrait avoir des liens avec la volonté hégémonique de la France ».

### Les débuts
Pendant la première période de l'institution entre 1658 et 1700, on peut noter la fondation du séminaire général de Juthia au Siam, l'évangélisation du Tonkin, de la Cochinchine, du Cambodge et du Siam, où plus de 40 000 chrétiens furent baptisés, la création d'un ordre religieux féminin en Annam ainsi que l'ordination de trente-trois prêtres indigènes. Au Siam, les missions tentèrent de convertir le roi Narai ; après sa mort, en 1688, une révolte conduisit à leur renvoi du pays et à leur installation à Pondichéry.
Cette action religieuse n'était pas dénuée d'un certain patriotisme, et les initiatives de la Société permirent l'établissement d'un courant commercial entre la France, l'Indochine et les Indes, l'envoi d'ambassades, la signature de traités. Une expédition française prit possession à la fin du XVIIe siècle de Bangkok, Mergui et Jonselang, et la France fut sur le point de s'emparer de l'empire indochinois quand des maladresses ruinèrent ces efforts.
Cependant, le travail le plus important des vicaires apostoliques et de la Société fut de fonder l'organisation des églises locales sur un clergé de prêtres et d'évêques locaux.
Dans la seconde moitié du XVIIIe siècle, la Société fut chargée des missions que les jésuites dirigeaient en Inde avant leur suppression (1773). Comme plusieurs jésuites demeurèrent en place (comme prêtres séculiers), les missions connurent un nouveau développement, en particulier dans le Sichuan avec de remarquables évêques comme François Pottier et Gabriel-Taurin Dufresse (voir Église catholique au Sichuan), et en Cochinchine avec Pigneau de Behaine.
La Révolution française mit un terme à la croissance rapide de la Société. On pouvait, en effet, compter dans ses rangs à la fin du XVIIIe siècle six évêques et plus de cent trente-cinq prêtres indigènes. Elle entretenait neuf séminaires où étudiaient deux cent cinquante étudiants, et comptait 300 000 fidèles, et entre 3 000 et 3 500 baptêmes par an. Pendant la Révolution française, aucun prêtre des Missions étrangères n'accepte la Constitution civile du clergé et les Directeurs à Paris doivent vivre en exil, à Paris ou à Londres. Un prêtre des Missions étrangères, Urbain Lefebvre, fait partie du groupe des Martyrs des Carmes. Après avoir été confisqué comme bien national par la Révolution française, le Séminaire des Missions étrangères est racheté par le père Thomas Bilhère, qui obtient aussi la restauration de la Société, qui sera définitivement rétablie sous Louis XVIII.

### AuXIXesiècleet auXXesiècle

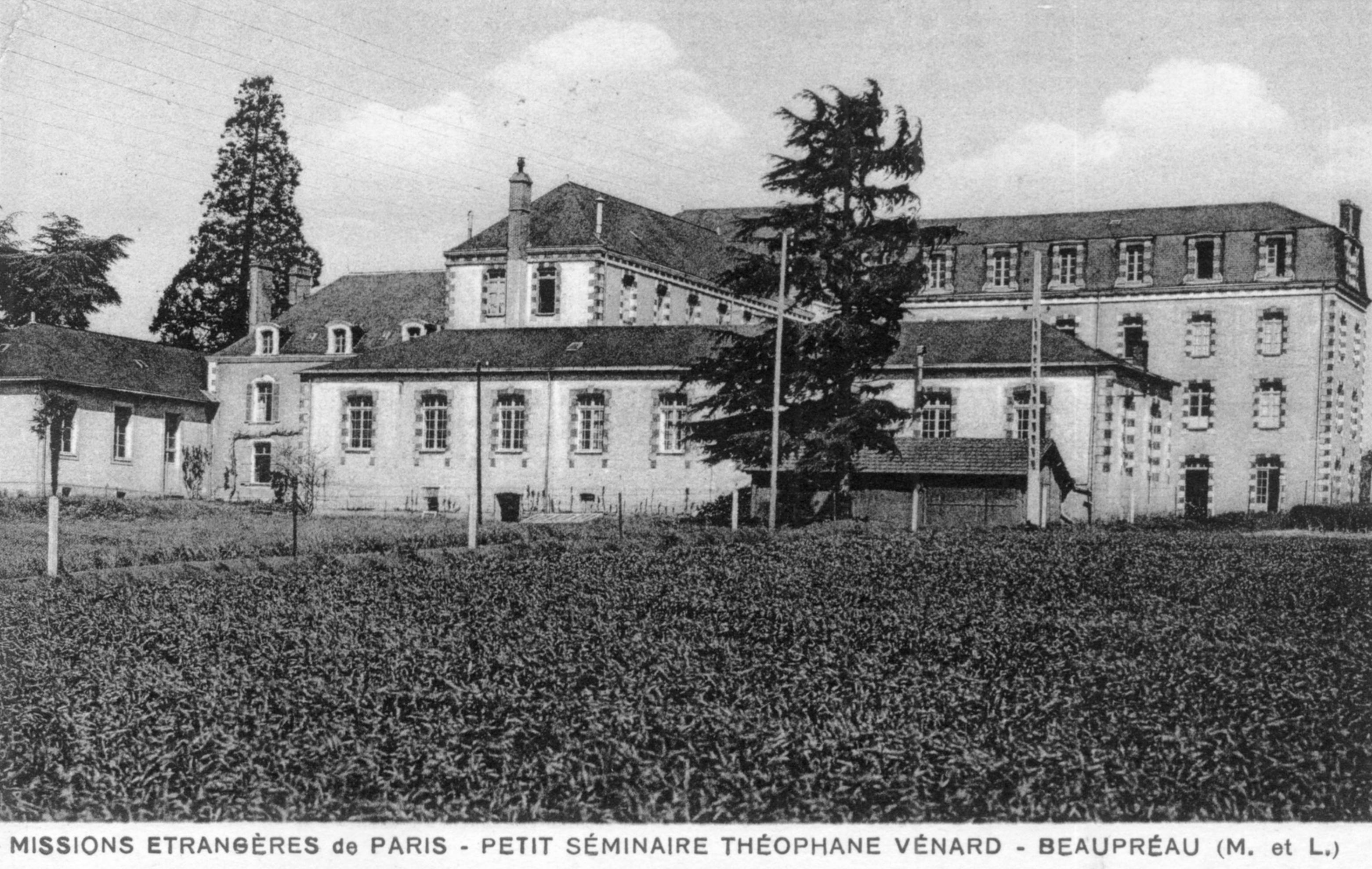
Missions étrangères de Paris. Petit séminaire Théophane Vénard. Beaupréau (Cie des arts photomécaniques. Strasbourg – Schiltigheim).

La société reprit rapidement ses activités au XIXe siècle, et l'essor de ses missions fut rapide et considérable, en raison de l'appui financier reçu de l'Œuvre de la Propagation de la Foi, fondée par Pauline Jaricot, et de l'écho que les persécutions de chrétiens d'outremer suscitaient en France.
Au cours des XVIIe et XVIIIe siècles, quinze missionnaires périrent en prison ou furent décapités, mais c'est surtout au XIXe siècle que le nombre des martyrs de la Société augmenta par la suite. Ils ont été béatifiés ou canonisés au XXe siècle. Le plus connu est Dufresse, vicaire apostolique du Sichuan, décapité en 1815 ; mais il y eut aussi Gagelin, Joseph Marchand, François Jaccard, Jean-Charles Cornay et Pierre Borie de 1833 à 1838 ; Théophile Marie Legrand de La Liraÿe de 1843 à 1861 ; et de 1850 à 1862 Augustin Schoeffler, le fameux Théophane Vénard, Bonnard, Néron, Auguste Chapdelaine, Néel, Étienne-Théodore Cuenot, vicaire apostolique de la Cochinchine orientale, sans compter les prêtres, catéchistes et religieuses indigènes. En Corée, ce furent Laurent Imbert, vicaire apostolique et les pères Pierre Maubant et Jacques Chastan qui furent torturés et décapités en 1839, puis, en mars 1866 lors de grandes persécutions, neuf autres prélats dont Siméon-François Berneux, les pères Antoine Daveluy et Henri Dorie, tous parmi les 103 martyrs de Corée.
Ces persécutions, largement décrites en Europe au travers de livres, journaux et annales provoquèrent pitié et colère, et inspirèrent chez beaucoup l'aspiration au martyre et à l'évangélisation. Elles poussèrent les nations européennes, en particulier la France et l'Angleterre à intervenir en Cochinchine et en Chine. Pendant la révolte des Boxers, neuf missionnaires furent assassinés, dont Laurent Guillou, en juillet 1900, vicaire apostolique de Mandchourie. En Corée, une expédition navale limitée spécialement montée se déroula de septembre à novembre 1866.

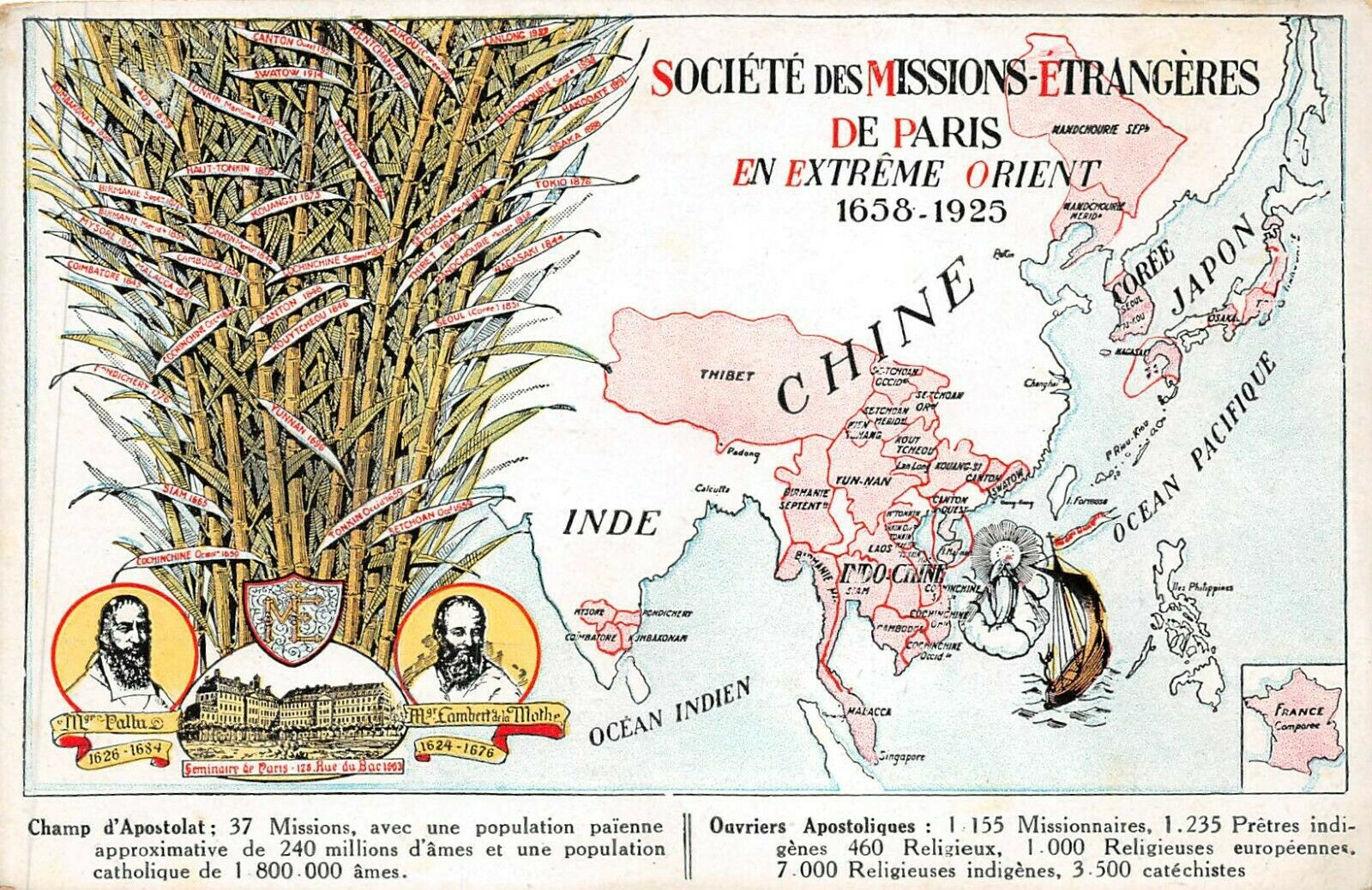
Les MEP en 1925.

La découverte de la navigation à vapeur et l'ouverture du canal de Suez fut également une des raisons de l'expansion des missions à la fin du XIXe siècle.
Au XXe siècle, les persécutions reprennent avec l'avènement du communisme en Chine, la guerre d'Indochine et la déstabilisation du Laos. Plusieurs missionnaires des MEP offrent leur vie dans ce pays, dont Marcel Denis, René Dubroux, Lucien Galan, Jean-Baptiste Malo et Noël Tenaud, béatifiés en décembre 2016.
Les années 1970-1980 marquent le tarissement total des vocations pour les MEP qui vendent le séminaire de Bièvres en 1980. Elles retrouvent un petit élan au début du XXIe siècle. En 2017, sept prêtres sont ainsi envoyés en Asie.

### Répartition
Comme exemple de répartition des envois en mission, l'année 1885 (promotion de Jean-Baptiste de Guébriant) comprend 49 missionnaires envoyés (après s'être embarqués à Marseille) en avril, octobre, novembre et décembre 1885 :
| Nom                                            | Diocèse           | Date             | Destination                           | Commentaire |
| ---------------------------------------------- | ----------------- | ---------------- | ------------------------------------- | --- |
| François-Xavier Roux (1861-1917)               | Clermont          | 8 avril 1885     | Tonkin méridional                     | Il sert dans le district de Binh-Chinh, qu'il fallait relever après les destructions, puis dans celui de Van-Hanh. |
| Yves-François-Marie Le Gall (1861-1938)        | Saint-Brieuc      | 8 avril 1885     | Tonkin méridional                     | Il réinstalle à Dong-trang les chrétiens réfugiés à Nghe-yen, puis développe Ke-dong et Ke-mui. Il retourne malade en France en 1892 devient aumônier des soldats annamites à Fréjus pendant la Première Guerre mondiale, puis se retire à la maison de retraite des MEP à Montbeton. |
| Louis-François-Joseph Nempon (1862-1889)       | Cambrai           | 8 avril 1885     | Tonkin occidental                     | Il sert dans le district de Nam-xang, mais il meurt de maladie à 27 ans au sanatorium des MEP à Hong Kong. |
| Jean-Baptiste-François Beaumont (1860-1888)    | Bayeux            | 8 avril 1885     | Tonkin occidental                     | Il sert à Ke-beo (où saint Théophane Vénard a été arrêté) auprès de 1 500 catholiques tonkinois dans 18 villages dispersés et à Du-bo. Il se porte volontaire pour Phu-lé au Laos où il meurt de fièvres à 28 ans. |
| Claude-Marie-Justin Journoud (1857-1905)       | Lyon              | 8 avril 1885     | Pondichéry                            | Il est professeur au petit séminaire de Pondichéry, puis devient vicaire à Karikal, à Acharapakam. Il enseigne ensuite au collège colonial de Pondichéry, puis à Vicravandhy. Il dirige ensuite la plantation de café de la mission à Balmadès, puis les missions de Salem et d'Erayour. Il meurt à Bangalore. |
| Auguste-Alexandre Chaiget (1860-1927)          | Saint-Claude      | 8 avril 1885     | Cochinchine septentrionale            | Il travaille dans les environs de Hué et à Kim-Long et Thanh-Tân, Son-Công et Son-Qua où il s'occupe entre autres d'orphelinats. |
| Joseph-Lucien-Guillaume Migeon (né en 1862)    | Metz              | 8 avril 1885     | Cambodge                              | Il quitte les MEP quelques mois après son arrivée. |
| Jules Guillou (1862-1937)                      | Nantes            | 8 avril 1885     | Siam                                  | Il est curé de différentes missions du Siam et ouvre ou développe des postes (Nakhonchaisi, Thachin, Bandon, Mot Daeng). Il administre Huaphai où il acquiert de vastes rizières pour la mission. Il termine comme curé de la paroisse du Calvaire à Bangkok et provicaire. |
| Octave-Aimé Leroy (1859-1926)                  | Bayeux            | 7 octobre 1885   | Setchouan oriental                    | Il dirige des postes et devient curé de plusieurs missions de cet immense territoire du vicariat de Tchongking, où il doit subir les troubles anti-chrétiens de 1898. Il développe particulièrement les écoles. Il se fait soigner à plusieurs reprises à la maison de Béthanie d'Hong Kong. Il meurt à Tchongking en 1926. |
| Louis-François Neutre-Thibault (1860-1910)     | Versailles        | 7 octobre 1885   | Setchouan oriental                    | Il travaille à Yuin-tchouan, puis dirige l'école française de Tchongking, où il forme des interprètes. Il travaille plus tard dans le district de Yun-tchang. Il meurt en 1910 à l'âge de 39 ans à Gen-tao-ky, préfecture de Yeou-yang. |
| Pierre-Marie Boutmy (1853-1922)                | Saint-Brieuc      | 7 octobre 1885   | Yunnan                                | Il quitte les MEP en 1893 pour devenir trappiste et abbé de ND de Timadeuc. |
| Marie-Félix-Charles de Gorostarzu (1860-1933)  | Aire et Dax       | 7 octobre 1885   | Yunnan                                | Futur vicaire apostolique de Yunnan-Fou. |
| Jean-André Soulié (1858-1905)                  | Rodez             | 7 octobre 1885   | Tibet aujourd'hui diocèse de Kangding | Fameux comme botaniste fusillé par les Tibétains révoltés. |
| Annet Genestier (1858-1937)                    | Clermont          | 7 octobre 1885   | Tibet                                 | Il administre les chrétientés de Khionetong, Batang, Loutze-kiang et Tchong-teu. |
| Ferdinand Morlet (1861-1896)                   | Reims             | 7 octobre 1885   | Setchouan méridional                  | Il meurt d'épuisement à Sé-mong après les émeutes de 1895 à l'âge de 35 ans. |
| René-Dominique Usureau (1860-1894)             | Angers            | 7 octobre 1885   | Setchouan méridional                  | Meurt de typhoïde à 34 ans en soignant Jean de Guébriant. |
| Jean de Guébriant (1860-1935)                  | Paris             | 7 octobre 1885   | Setchouan méridional                  | Futur supérieur général des Missions étrangères. |
| Maximilien-François-Victor Grisette            | Metz              | 7 octobre 1885   | Setchouan occidental                  | |
| Joseph-Marie Briand (1862-1921)                | Nantes            | 7 octobre 1885   | Setchouan occidental                  | Il administre Sin-tsin et construit un hospice à Moupin. |
| Paul-Marie-Nicolas-Auguste Poinsot (1862-1909) | Langres           | 7 octobre 1885   | Kouy-Tchéou (en)                      | Il construit des écoles dans divers postes et termine à la procure de Kouy-yang. |
| Louis Palissier (1860-1928)                    | Angers            | 7 octobre 1885   | Kouy-Tchéou                           | Il administre le district de Su-Yang où il construit résidence, église et écoles et termine curé de Tsin-chen. |
| Édouard-Jean-Baptiste Durand (1856-1918)       | Reims             | 4 novembre 1885  | Japon méridional                      | Il sert à Amakusa, puis aux îles Gôto et aux îles devant Nagasaki. Il meurt de maladie au sanatorium de Béthanie (Hong Kong). |
| Jean-Louis Relave (1857-1941)                  | Lyon              | 4 novembre 1885  | Japon méridional                      | Il administre Miyazu, construit une église à Okayama et à Maizuru. De retour à Miyazu — fleuron de la mission — il fonde un lycée de jeunes filles. |
| Charles Mutz (1859-1898)                       | Metz              | 4 novembre 1885  | Japon méridional                      | Il sert à Fukuyama et dans le district d'Okayama. Il prend la tête du district de Kasaoka et fonde la chrétienté de Fukudashinden, puis dirige le district de Yamaguchi. Il meurt à 39 ans. |
| Louis-Frédéric Garnier (1860-1941)             | Le Puy            | 4 novembre 1885  | Japon méridional                      | Il sert dans le diocèse de Fukuoka et construit l'église d'Oyé. |
| Léon-Paul-François-Xavier Caron (1862-1902)    | Nantes            | 4 novembre 1885  | Japon septentrional                   | Il sert à Hakodaté. |
| Jean-Casimir Enjalbal (1860-1888)              | Rodez             | 4 novembre 1885  | Japon septentrional                   | Il sert à Morioka et meurt de phtisie à 28 ans. |
| Jacques-François Murcier-Durier (1858-1902)    | Lyon              | 4 novembre 1885  | Kouang-Tong                           | Il sert à Tchang-ning, à Ho-yun et à Vou-nay, où il tient tête à une attaque pendant six jours. Il sert ensuite à Tong-koun, construit des chapelles dans les environs. Il rentre en France dans sa famille pour raisons de santé où il meurt. |
| Camille-Émile-Xavier Sandrin (1862-1938)       | Besançon          | 4 novembre 1885  | Mandchourie                           | Il administre le poste isolé de Leao-tien-tse, puis Sekiatse, qu'il quitte pour se réfugier dans l'Extrême-Orient russe pendant la révolte des Boxers. Il y retourne, puis sert à Harbin, Payensou, et Chouang-tch'en au sud de Harbin. |
| Pierre-Marie Perrichon (1861-1920)             | Lyon              | 18 novembre 1885 | Presqu'île de Malacca                 | Il sert à Serangong, Seremban, Ipoh et Pulau Tikus (Penang). |
| François-Émile Terrien (1861-1914)             | Angers            | 18 novembre 1885 | Presqu'île de Malacca                 | Il sert à Bukit-Mertajam, Machang-Buboh et Matong-Tinghy, puis à Kajang et auprès des Chinois de Kuala Lumpur et des lépreux. |
| Toussaint-Marie Le Bonzec (1856-1926)          | Vannes            | 18 novembre 1885 | Coïmbatour                            | Il sert à Saveriarpalayam, Ootacamund et Valipalayam. |
| Jacques-Alphonse-Henri Marcon (1860-1921)      | Le Puy            | 18 novembre 1885 | Maïssour                              | Il sert à Vayitri, rejoint son frère Clodomir (également des MEP), il est éducateur de garçons difficiles. Il sert aussi à Chikmagalur et à Siluvaipura et meurt de la typhoïde. |
| André-Marie-Bonaventure Durier (1862-1934)     | Lyon              | 18 novembre 1885 | Pondichéry                            | Il est enseignant au collège et dessert la paroisse d'Ariankupam, puis Yerkaud, Pannikankuppam, Cuddalore old Town et Karikal. Il est envoyé à Chandernagor. |
| Alain-Marie Petibon (né en 1861)               | Saint-Brieuc      | 18 novembre 1885 | Pondichéry                            | Il quitte les MEP en 1889. |
| Louis Prodhomme (1861-1929)                    | Laval             | 18 novembre 1885 | Cambodge                              | Il sert à Phnom-Penh, fonde des postes et termine sa carrière dans le district de Sadec. |
| Aimé-Marie Sallio (1860-1890)                  | Saint-Brieuc      | 18 novembre 1885 | Siam                                  | Il sert à Keng-sadok, sur les rives du Nam-kong, à cinq journées au-dessus de La-khon, et meurt de fièvres à 30 ans. |
| Joseph-Marie Cuaz (1862-1950)                  | Lyon              | 18 novembre 1885 | Siam                                  | Futur vicaire apostolique du Laos. |
| Octave Huysman (1862-1935)                     | Bruges (Belgique) | 18 novembre 1885 | Birmanie septentrionale               | Il dessert des postes dans la brousse, puis devient directeur d'école dans le Travancore et en 1912 travaille à Pilavadanday, puis dans le district d’Ayyampet et à Uttamenur. Malade, il termine sa carrière comme aumônier des Frères de Saint-Gabriel à Yercaud. |
| Joseph Casanave (1860-1938)                    | Bayonne           | 18 novembre 1885 | Collège général de Penang             | Il est professeur de latin au collège général de Penang, mais fin mars 1887 il doit partir se reposer au sanatorium de Béthanie à Hong Kong. Un nouvel essai à Penang pendant l'année scolaire 1888 se solde par des problèmes de santé et le P. Casanave rentre en France se soigner. Il se retire chez lui pendant presque un demi-siècle où il prie pour ses confrères. Il meurt dans son diocèse natal. |
| Albert Schlicklin (1857-1932)                  | Strasbourg        | 2 décembre 1885  | Tonkin occidental                     | Il est accueilli par Paul-François Puginier à Hanoï du temps de la construction de la cathédrale et travaille dans les faubourgs. Puis Pierre-Maris Gendreau le nomme procureur et secrétaire de la mission en 1892 et provicaire en 1900. Il est nommé supérieur du grand séminaire en 1905. Il écrit des traités de dogmatique et de théologie et des manuels pour les séminaristes, ainsi que de nombreuses traductions en vietnamien. Il termine sa carrière comme accompagnateur spirituel du carmel d'Hanoï. |
| Clément-Casimir Batte                          | Metz              | 2 décembre 1885  | Tonkin occidental                     | |
| Alfred-Léger Bonnet (1859-1927)                | Clermont          | 2 décembre 1885  | Tonkin méridional                     | Il est nommé dans la province de Vinh à la fin de l'insurrection anti-chrétienne, puis à Xadoai, auprès des réfugiés, et à Dong Thanh, puis dans le district de Ngan Sau et de Nghia Yen à partir de 1904 avec son centre de la Sainte-Enfance. Il meurt à l'hôpital de Hanoï en 1919. |
| Jean-François Gagnaire (1861-1931)             | Lyon              | 2 décembre 1885  | Cochinchine orientale                 | Il travaille à Quinhon éprouvé par les persécutions, puis à Khanh-Hoa et à Ninh-Hoa, Cu-Va. Il demeure de 1893 à 1897 en France pour raisons de santé. Il travaille ensuite à Dai-An et devient professeur du petit séminaire de Long-Song pendant trente ans et provicaire. |
| Félix Frison (1862-1947)                       | Metz              | 2 décembre 1885  | Cochinchine occidentale               | Il passe toute sa vie dans la chrétienté de Mac-bac qui compte 4 500 fidèles en 1935. En 1945, il se retire à Thu-dau-mot. |
| Casimir-Siméon Vacher (1861-1888)              | Viviers           | 2 décembre 1885  | Cochinchine occidentale               | Il travaille au séminaire de Saïgon, mais il meurt de la typhoïde à 27 ans. |
| Yves-Marie Le Goff (1860-1893)                 | Saint-Brieuc      | 2 décembre 1885  | Cochinchine occidentale               | Il sert au poste de Bo-mua, puis à Tan-trieu, mais malade, il meurt à Saïgon à 33 ans. |
| Louis-Marie-Matthias Gerber (né en 1861)       | Paris             | 2 décembre 1885  | Cochinchine occidentale               | Il quitte les MEP en 1911. |
| Joseph-Émile Guillot (1861-1894)               | Tarentaise        | 2 décembre 1885  | Cambodge                              | Il fonde différents postes du Cambodge et administre Prek-treng, mais il tombe malade et meurt à 33 ans. Il est enterré à la chapelle du séminaire de Cu-lao Gieng. |

On remarque une surreprésentation des jeunes missionnaires originaires de Bretagne (11 départs) et de l'Ouest (Angers, Laval), un grand nombre de jeunes missionnaires de Lyon (8 départs) et d'Auvergne. En tout ce sont 24 diocèses (y compris celui de Bruges) qui fournissent l'ensemble des départs de 1885. La destination de ces jeunes gens est d'abord l'Indochine avec 16 départs, suivie de la Chine avec 13 départs (plus 2 départs pour le Tibet), puis le Japon avec 6 départs et les Indes avec 5 départs. le Siam représente 3 départs.
Sur 44 cas étudiés, 11 meurent entre 27 ans et 40 ans (la plupart avant 35 ans) d'épuisement ou de maladie (phtisie, typhoïde, fièvres tropicales), soit un quart de l'effectif. Un missionnaire meurt assassiné.

### Aujourd'hui

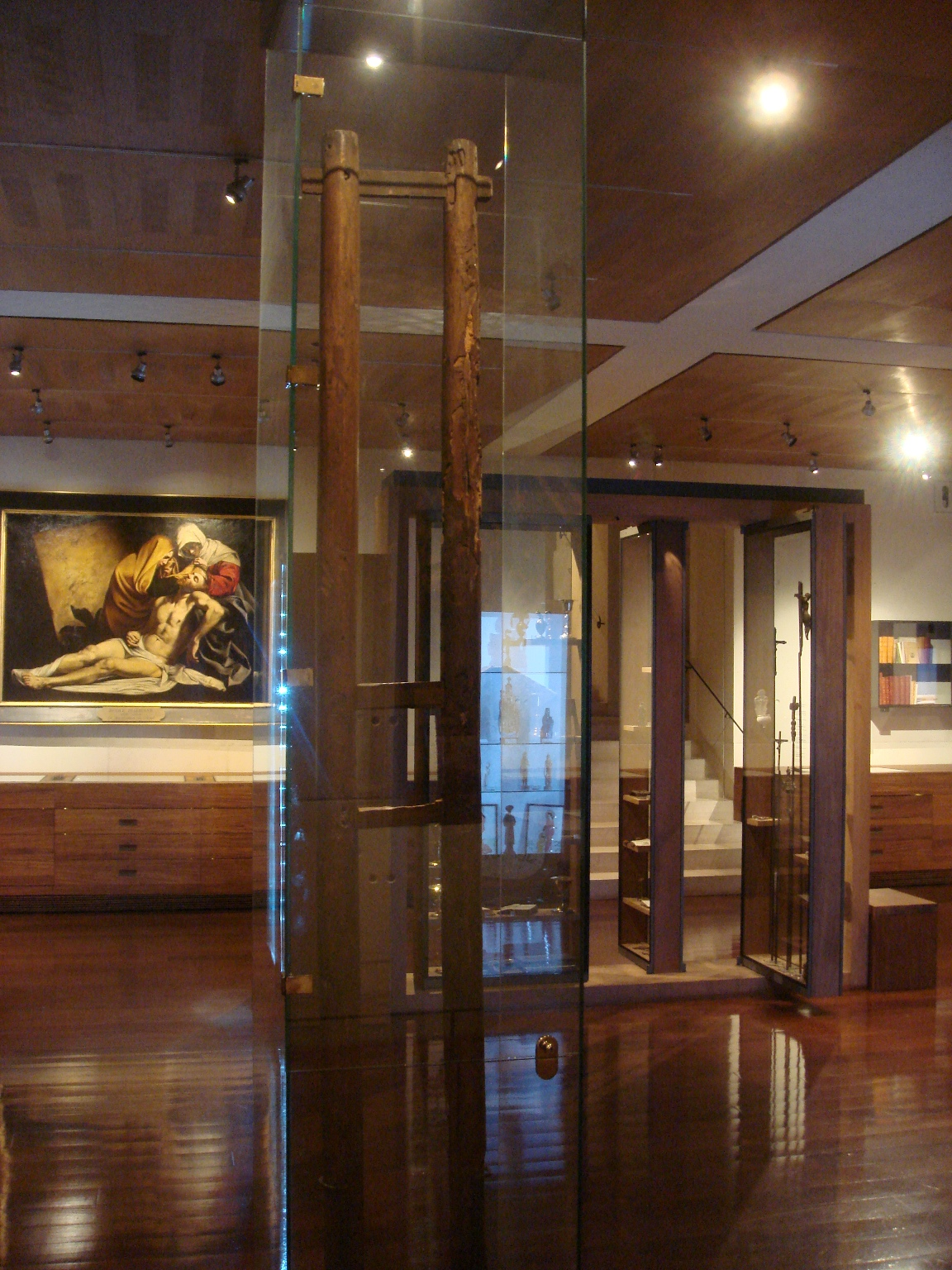
Salle des Martyrs aux Missions étrangères de Paris. Ce qui ressemble à une échelle au milieu est la cangue qu'a portée Pierre Dumoulin-Borie en captivité.

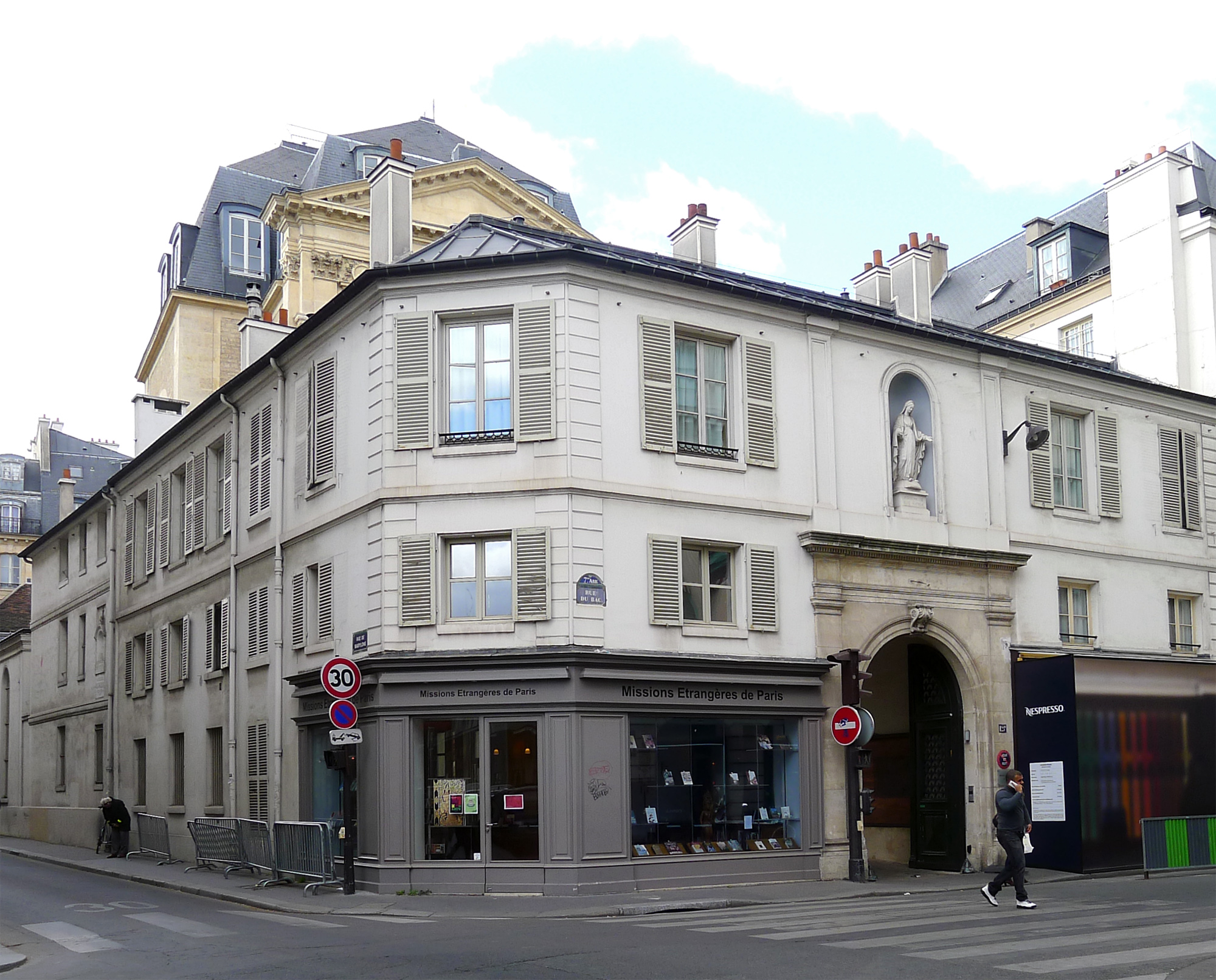
Le séminaire des Missions étrangères de Paris à l'angle des rues du Bac et de Babylone (Paris VIIe).

Depuis le XVIIe siècle, la Société des Missions étrangères de Paris a envoyé en Asie près de 4 500 prêtres. Elle n’en compte plus maintenant que 240, mais tâche, malgré des effectifs réduits, de continuer de servir les Églises qu’elle a contribué à fonder. Des coopérants laïcs partent de plus en plus nombreux en mission en Asie, en lien avec les Missions étrangères de Paris, pour un été (étudiants) ou pour une année entière de coopération. De base de départ pour les nouveaux missionnaires, le séminaire de la rue du Bac est ainsi devenu récemment un centre d’accueil pour les prêtres-étudiants asiatiques. La Société des Missions étrangères fête en 2008 ses 350 ans. Vingt-et-un séminaristes étaient en formation en 2010 pour les Missions étrangères de Paris et vingt-huit en 2016. Les missionnaires âgés à la retraite résident à la maison de Montbeton (Tarn-et-Garonne) qui a accueilli des centaines de missionnaires dans le passé, comme maison de repos.
En juillet 2016 le père Gilles Reithinger devient supérieur général des MEP. Il succède au père Georges Colomb (2010-2016), nommé le 9 mars 2016 évêque de La Rochelle et de Saintes qui a lui-même succédé au P. Jean-Baptiste Etcharren (1998-2010).
Le 26 juin 2021, le père Gilles Reithinger est nommé évêque auxiliaire de Strasbourg. Le père Vincent Sénéchal, missionnaire au Cambodge, devient alors supérieur général des MEP. 

### Abus sexuels
Le 7 avril 2023 un communiqué du Procureur de la république d'Angers révèle que le curé de la paroisse de Saint-Martin-en-Longuenée au Lion-d’Angers, Aymeric de Salvert, un ancien prêtre des MEP au Japon, a été placé en garde à vue pour viol aggravé. Il est suspendu de ses fonctions par les MEP et le diocèse d'Angers. Un cabinet indépendant GCPS Consulting est missionné par les MEP pour faire la lumière sur d'autres faits qui auraient pu être commis entre 1950 et 2023.
Le 24 mai 2023, le parquet de Paris ouvre une enquête à l'encontre de l'évêque Georges Colomb pour « tentative de viol » sur un homme majeur en 2013. Georges Colomb demande au pape François d'être placé en retrait le temps de l'enquête, tout en restant évêque de La Rochelle,.
Le 14 juin 2023, le quotidien La Croix révèle que Gilles Reithinger, supérieur général des MEP de 2016 à 2021, est sous le coup d'une enquête canonique préliminaire. Il « est désigné par un autre membre des MEP, Philippe R., comme l’un des prêtres qui l’auraient initié à une vie sexuelle active et secrète au sein du clergé. »,.

### Évolution d'association en congrégation
Ce n'est qu'en 1710, soit quarante ans après le premier départ, qu'est rédigé un premier règlement pour organiser cette association de prêtres incardinés dans leur diocèse d'origine et mis à disposition de la Congrégation pour la Propagande qui avait été créée à Rome en 1622.
En 1840, changement important, on accepte également les séminaristes, lesquels sont désormais incardinés directement dans la Société des Missions étrangères de Paris.
En 1917, après une réforme canonique, la Société des M.E.P. cesse d'être une association de prêtres diocésains et devient une congrégation à part entière : désormais ils éliront leur supérieur et voteront leurs constitutions.

## Architecture
La construction de la chapelle de la société des Missions étrangères, rue du Bac, débute en 1683 sous la direction de l’architecte Pierre Lambert. Auparavant, elle occupe l’une des salles du rez-de-chaussée du bâtiment principal, béni le 27 octobre 1663 en présence de l’évêque de Babylone mais aussi de Bossuet qui prononce un sermon de circonstance.
Lors de la cérémonie de la pose de la première pierre le 24 avril 1683, une médaille à l’effigie de Louis XIV est placée dans les fondations marquant officiellement la bienveillance du roi envers le séminaire. Le 7 août 1683, la crypte est bénie et, sous le nom de chapelle de l’Épiphanie (première manifestation de Jésus aux Gentils), devient chapelle provisoire.
La construction s’achève en 1697.

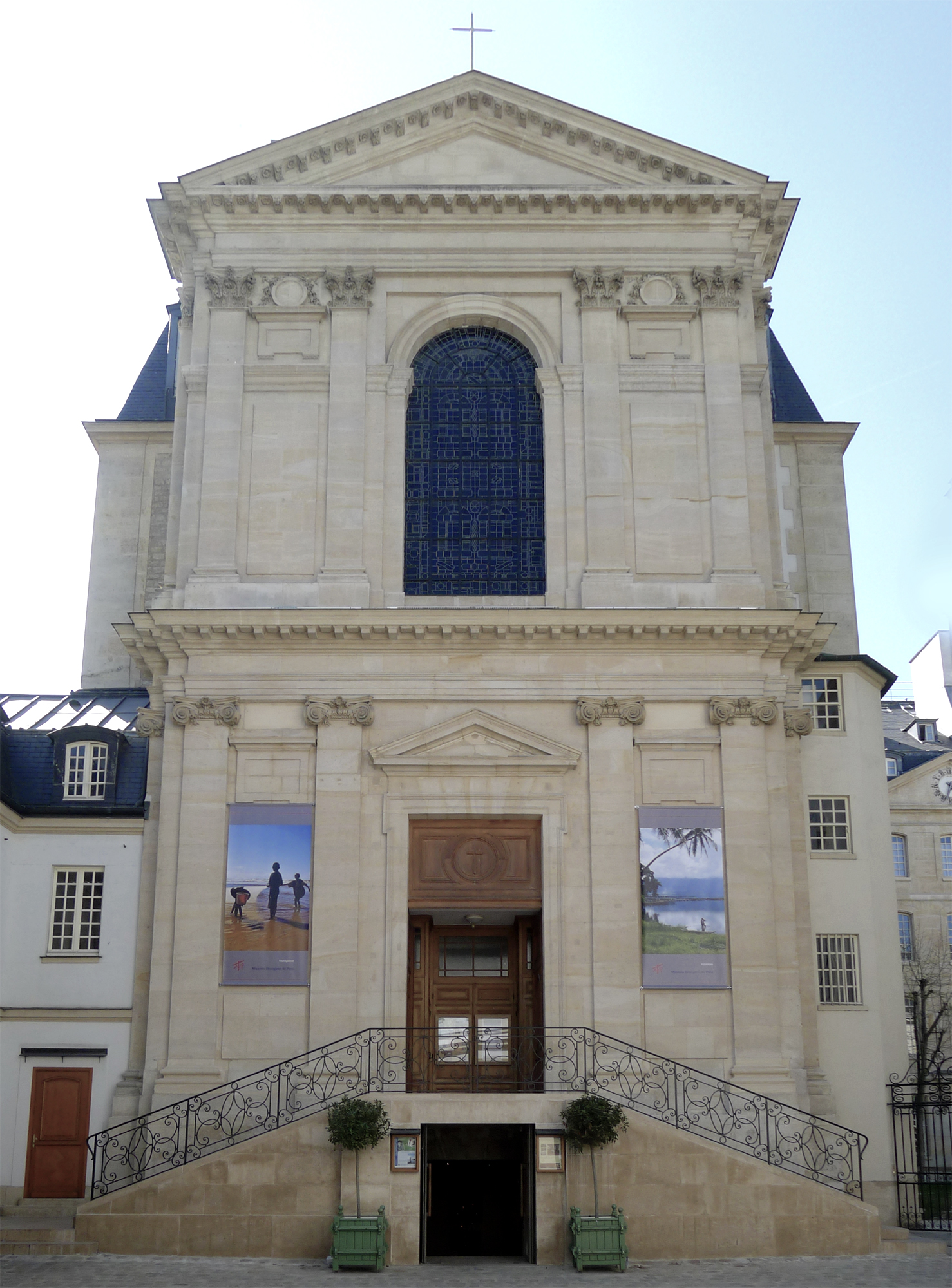
Façade de la chapelle.
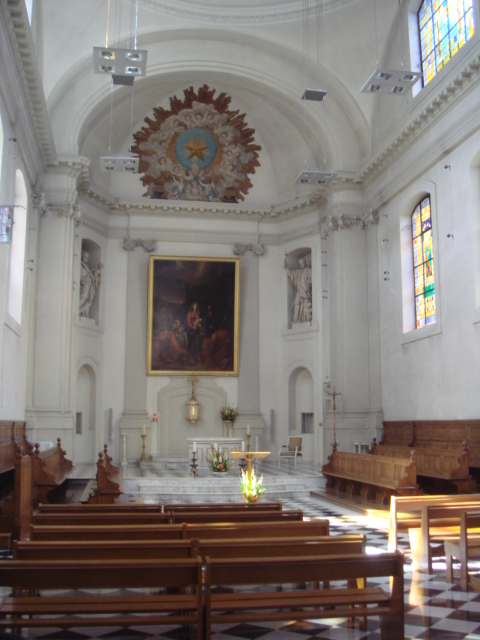
Intérieur de la chapelle de l'Épiphanie des Missions étrangères.
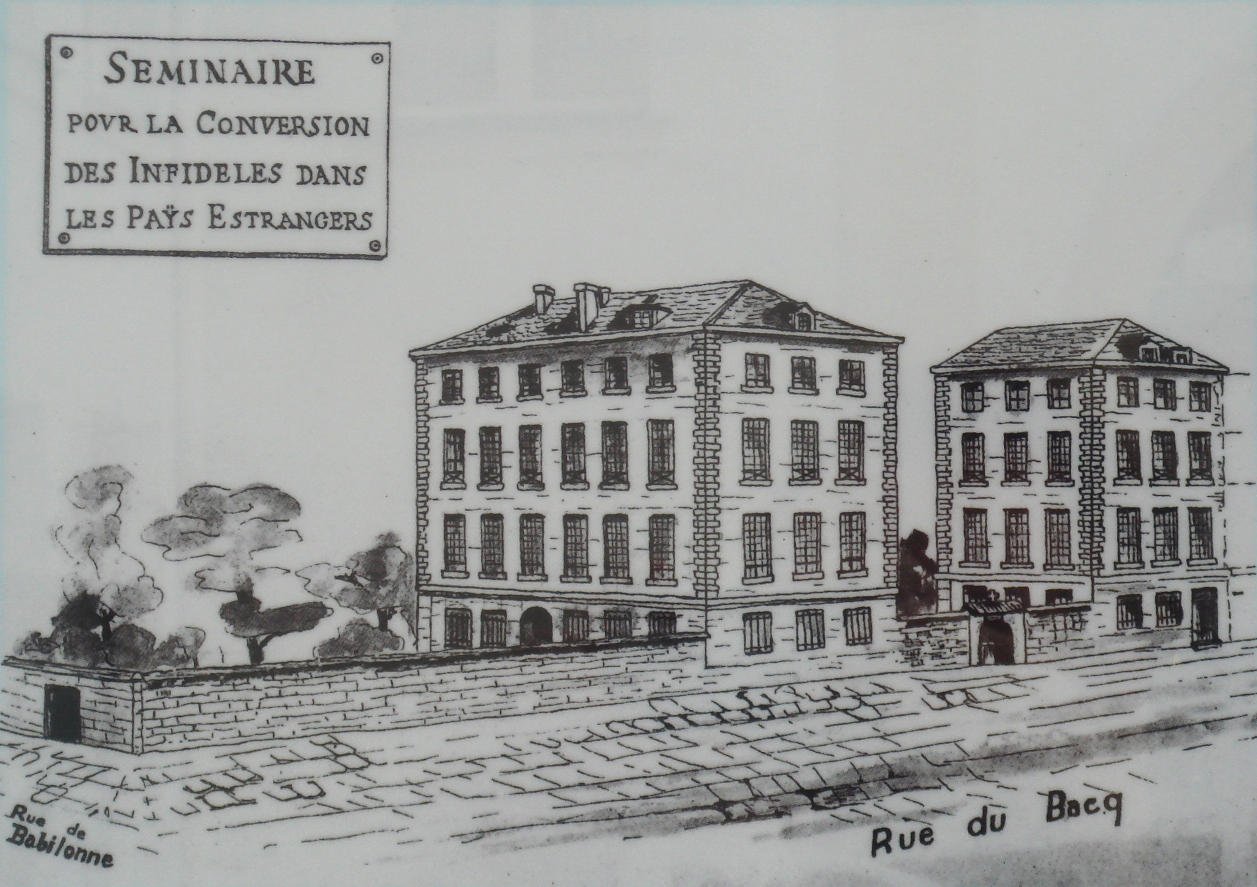
Dessin des Missions étrangères de Paris en 1663.
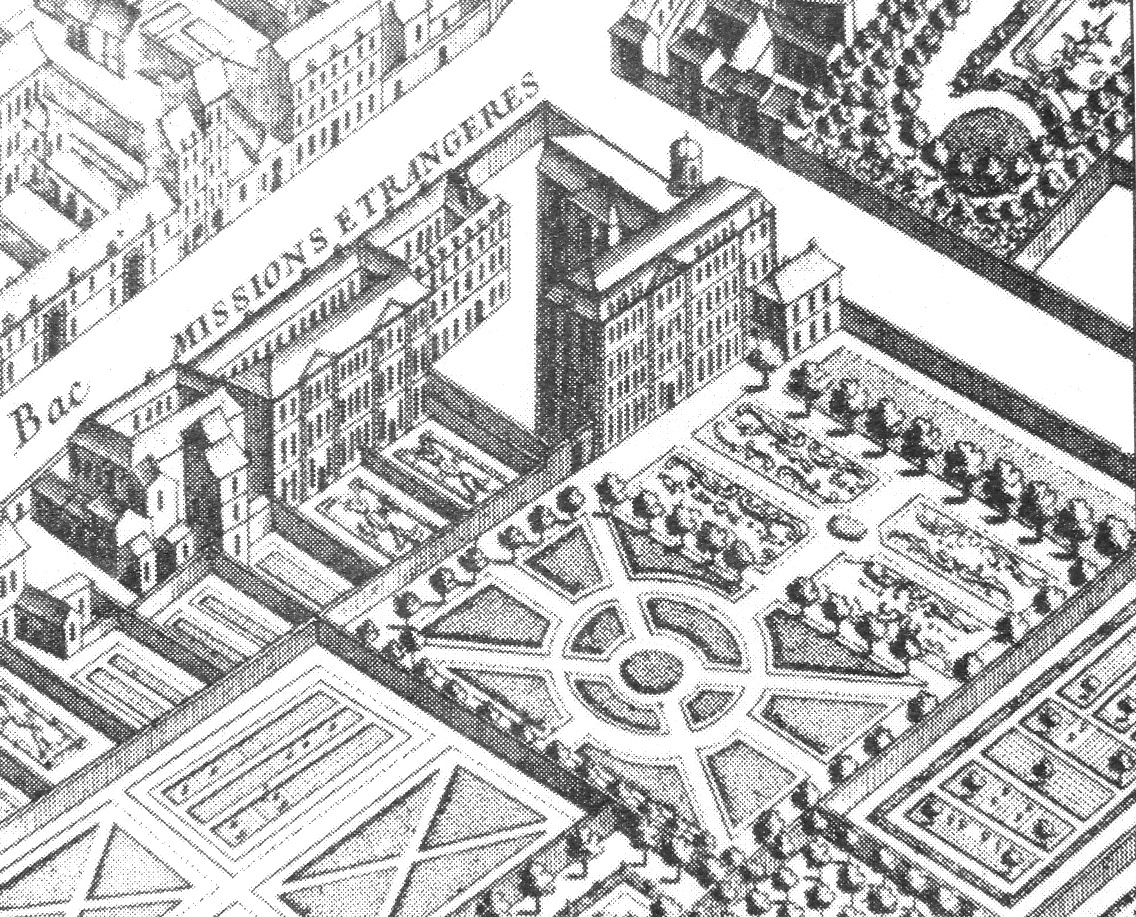
Détail de la carte de Paris par Turgot en 1739 : détail sur la rue du Bac.

### Reportage
- Sophie Humann, pour Le Figaro Histoire, « Le fascinant trésor asiatique des Missions étrangères de Paris », sur Le Figaro, 1er mars 2025 (consulté le 3 mars 2025)